# 綾野剛
綾野剛（日语：／ Ayano Gō，1982年1月26日—），日本男演員，出身於岐阜縣，隸屬於Tristone娛樂旗下。
2023年1月1日宣布於2022年12月31日與演員佐久間由衣結婚，並於2024年3月30日宣布誕生一子。

## 經歷

### 出身背景
綾野剛出身於岐阜縣，為家中獨子。熱愛田徑，就讀岐阜県中学校時，曾獲田徑800M中跑全縣冠軍，升上岐阜県高等学校後，亦奪得全縣第二。個人紀錄為50m6秒10、800m1分57秒71、1500m4分9秒60、5000m15分41秒00至今每年都會收看箱根驛傳。

### 演藝生涯
2000年3月，高中畢業後帶著身上僅有的十萬日幣，一路搭卡車司機的便車前往東京，邊打工邊從事平面模特兒與樂團活動，隸屬mr.a。在樂團內負責作詞作曲。2003年在演唱會上被星探挖掘，參演《假面騎士555》，於戲劇上出道。當時主要角色已經選畢，飾演的是劇中反派「怪人」，第一場戲台詞只有數行，不超過30秒，導演石田秀範卻要他重來23次，拍了一個多小時。拍完後導演對他說「雖然不是滿分，但也不是零分」，這使本只想賺點外快的綾野剛立志成為演員，並將石田導演視為恩人，在各訪問中不斷提及。
因為石田導演建議他往大螢幕發展，之後數年主要參與獨立文藝片的演出，同時也繼續發展音樂。2005年5月3日於表参道THE ORBIENT舉辦的「INFECTION NOID 05-06 AUTUMN & WINTER COLLECTION」負責音樂與導演；2006年於同一活動繼續負責音樂與模特兒。2006年3月於中野裕之導演的短片「全速力海岸」擔綱主演，並一手包辦片中所有音樂的詞曲。同年10月，於『親愛的貝斯』首次主演連續劇。
2007年，於首次主演的長篇電影『Life』中兼任音樂導演，並負責原聲帶及該CD封面的製作、自己在片中的服裝。所屬樂團mr.a於2007年1月28日舉辦最後一次演唱會，之後於2008年10月解散。
2009年參演三池崇史導演的校園電影『熱血高校II』，為演藝生涯的首次轉捩點。該片製作人在選畢所有角色後，才得知綾野剛的存在，當即在開拍前的三天內為他火速重寫劇本，新加了「狂戰士」漆原凌這一原創角色，片中令人印象深刻的「撐著黑傘」的設定，為綾野剛本人的建議。
該片主演小栗旬與該片製作人兼事務所三石娛樂社長山本又一朗力邀即將與前事務所約滿的綾野加入三石，之後綾野陸續參演『Mother』（2010）、『殺戮都市』(2011)等人氣影劇。2011年底參演晨間劇『康乃馨 (電視劇)』，飾演與女主角有一段情的裁縫師，為他演藝事業的第二轉捩點。雖只出場短短三週，卻創下該劇最高收視紀錄。
綾野在電影『浪客劍心(電影)』、連續劇『最棒的離婚』、『飛翔公關室』，及大河劇『八重之櫻』的推波助瀾下一炮而紅，他亦憑後三者獲得第22屆橋田賞新人獎。
其後又以電影『横道世之介』及『夏之殘戀』獲得第37屆日本電影學院獎新人獎，並在2014年憑主演電影『陽光只在這裡燦爛』橫掃電影旬報十佳獎、橫濱電影節、每日電影獎、日本電影影評人大獎、高崎電影節、TAMA映画賞等大獎最佳男主角獎。
2015年首次於連續劇『產科醫鴻鳥』單獨主演，該劇獲得好評，於2017年續拍第二季。
2012年與圈內好友山田孝之及内田朝陽合組樂團THE XXXXXX，2019年正式出道，發行首張專輯『THE XXXXXX』，4月24日與25日於東京・EX THEATER ROPPONGI舉辦首場演唱會。

## 影視作品

### 電視劇
粗體字為主演
| 播出日期                    | 播放機構       | 劇名                     | 角色        | 備註                          |
| --------------------------- | -------------- | ------------------------ | ----------- | ----------------------------- |
| 2003年7月27日－11月9日      | 朝日電視台     | 假面騎士555              | 澤田亞希    |                               |
| 2006年6月19日               | 東京電視台     | 心靈偵探 八雲            |             | 客串第12集                    |
| 2007年4月5日－6月7日        | 神奈川電視台   | 親愛的貝斯               | 前田大輝    |                               |
| 2009年6月12日               | TBS電視台      | Smile                    | 少年A       | 第9集                         |
| 2010年4月14日－6月23日      | 日本電視台     | Mother                   | 浦上真人    |                               |
| 2010年4月21日               | MBS            | 薊花姑娘的搖籃曲         | 謎之少年    | 第1集                         |
| 2010年7月8日－9月16日       | 富士電視台     | GOLD                     | 宇津木洋介  | 第2～8集                      |
| 2010年10月12日－12月14日    | NHK            | 第二處女                 | 中村亮      |                               |
| 2010年12月30日              | 富士電視台     | 再見魯賓遜漂流記         | 成雪        |                               |
| 2011年1月14日－3月4日       | TBS電視台      | 天堂之花                 | 紫苑        |                               |
| 2011年2月6日                | 朝日電視台     | 不忘記那片海             | 堺仁        |                               |
| 2011年5月22日               | NHK BS Premium | 新選組血風錄             | 長坂小十郎  | 第8集                         |
| 2011年9月2日                | 東京電視台     | 勇者義彥和魔王之城       | 半人馬男    | 第9集                         |
| 2011年10月1日—              | BeeTV          | 閉眼閃耀                 | 八木沢剛太  | 與哀川翔雙主演                |
| 2011年12月3日               | 日本電視台     | 妖怪人間貝姆             | 山田幸平    | 第7集                         |
| 2012年1月11日－28日         | NHK            | 康乃馨                   | 周防龍一    | 第15至17週                    |
| 2012年1月1日－1月22日       | NHK BS Premium | 開拓者們                 | 阿部金次    |                               |
| 2012年4月18日－6月6日       | 日本電視台     | 埃及艷后般的女人們       | 黑崎裕      |                               |
| 2012年8月6日－13日、9月10日 | 富士電視台     | RICH MAN, POOR WOMAN     | 遠野秋洋    | 第０、5、6、10集              |
| 2013年1月6日－12月5日       | NHK            | 八重之櫻                 | 松平容保    | 第1～30集、第32、35、44、49集 |
| 2013年1月10日－3月21日      | 富士電視台     | 最棒的離婚               | 上原 諒     |                               |
| 2013年4月14日－6月23日      | TBS電視台      | 飛翔公關室               | 空井大祐    |                               |
| 2013年10月6日－11月3日      | WOWOW          | LINK                     | 尚恩        |                               |
| 2014年1月12日－3月16日      | TBS電視台      | S-終極警官               | 蘇我伊織    |                               |
| 2014年1月16日－3月13日      | MBS、TBS       | 暗金丑岛君第二季         | 戌亥        |                               |
| 2014年4月19日－5月17日      | NHK            | 漫長的告別               | 原田保      |                               |
| 2014年10月21日－12月23日    | 富士電視台     | 全部成為F                | 犀川創平    | 與武井咲雙主演                |
| 2015年1月16日－3月20日      | TBS電視台      | 無間雙龍                 | 那智聰介    | 第7話起                       |
| 2015年1月9日－3月27日       | 東京電視台     | 山田孝之的東京都北區赤羽 | 綾野剛 本人 | 第8、12話                     |
| 2015年10月16日－12月18日    | TBS電視台      | 產科醫鴻鳥               | 鴻鳥櫻      |                               |
| 2016年7月17日－9月18日      | MBS、TBS       | 暗金丑岛君第三季         | 戌亥        |                               |
| 2017年4月23日－6月25日      | 日本電視台     | 弗兰肯斯坦之恋           | 怪物        |                               |
| 2017年10月13日－12月22日    | TBS電視台      | 產科醫鴻鳥2              | 鴻鳥櫻      |                               |
| 2018年7月19日－9月6日       | 朝日電視台     | 禿鷹                     | 鷲津政彥    |                               |
| 2020年6月26日－9月4日       | TBS電視台      | MIU404                   | 伊吹藍      | 與星野源雙主演                |
| 2021年4月14日－6月9日       | 日本電視台     | 深深地戀愛               | 蓮田倫太郎  | 與石原聰美雙主演              |
| 2021年10月8日 - 12月10日    | WOWOW          | 金肉人 THE LOST LEGEND   | 綾野剛 本人 |                               |
| 2021年10月18日－12月20日    | 關西電視台     | AVALANCHE                | 羽生誠一    |                               |
| 2022年1月13日               | Netflix        | 新聞記者                 | 村上真一    | 全6話同時上架                 |
| 2022年6月26日－9月4日       | TBS電視台      | OLD ROOKIE               | 新町亮太郎  |                               |
| 2023年12月14日              | Netflix        | 幽遊白書                 | 戶愚呂弟    |                               |
| 2024年                      | Netflix        | 地面師們                 | 辻本拓海    |                               |

### 電影
以粗體字標註的角色為主演
- NANA（2005年9月3日）：飾 プルートVO
- Life（2007年1月27日）：飾 田北勇
- 魁！！男塾（2008年1月26日）：飾 飛燕
- 奈緒子（2008年2月16日）：飾 黑田晉
- 愛的曝光（2009年1月31日）：飾 暴走族幹部
- 热血高校2（2009年4月11日）：飾 漆原凌
- 多襄丸（2009年9月12日）：飾 猿
- 涉谷（2010年1月9日）： 飾 水澤一成
- 終有一天（2010年7月17日）：飾 岩崎秀人
- 型男特警：野望篇（2010年7月17日）：飾 要注意人物
- GANTZ 前篇·後篇（2011年1月29日、2011年4月23日）：飾 黑服．壹
- 白兔糖（2011年8月20日）：飾
- 惡女羅曼死（2012年7月14日）：飾 奥村伸一
- 浪客劍心（2012年8月25日）：飾 外印
- 巴黎鞋奏曲（日语：新しい靴を買わなくちゃ）（2012年10月6日）：飾 [16]
- 那夜的武士（日语：その夜の侍）（2012年11月17日）：飾 小林英明
- 工作假期（2012年11月17日）：飾 雪夜
- 横道世之介（2013年2月23日）：飾 加藤雄介[17]
- 幻花之戀（2013年7月20日）：飾 大瀧賢治
- 科學小飛俠（2013年8月24日）：飾 二號大明[18]
- 夏之殘戀（2013年8月31日）：飾 木下涼太
- 白雪公主殺人事件（2014年3月29日）：飾 赤星雄治[19]
- 陽光只在這裡燦爛（日语：そこのみにて光輝く）（2014年4月19日）：飾 佐藤達夫
- 暗金丑岛君2（2014年5月16日）：飾 戌亥
- 鲁邦三世（2014年8月30日）：飾 石川五右衛門[20]
- 極道爆音龐克奧義（日语：ソレダケ / that’s it）（2015年5月27日）：飾 千手完[21]
- 新宿天鵝（2015年5月30日）：飾 白鳥龍彥
- S-終極警官（2015年8月29日）：飾 蘇我伊織
- Piece of cake（日语：ピース オブ ケイク）（2015年9月5日）： 飾 菅原京志郎[22]
- 天空之蜂 （2015年9月5日）： 飾 雑賀
- 被遺忘的新娘（2016年3月26日）： 飾 安室 行舛
- 64：史上最凶惡綁架撕票事件（2016年5月7日、6月11日）： 飾 諏訪
- 極惡刑事（2016年6月25日）：　飾 諸星要一[23]
- Final Fantasy XV：王者之劍（2016年7月9日）：音飾 尼克斯‧烏爾里克（ニックス・ウリック，Nyx Ulric）
- 怒（2016年9月17日）：飾 大西直人[24]
- 暗金丑岛君3（2016年9月22日）：飾 戌亥
- 暗金丑岛君完结篇（2016年10月22日）：飾 戌亥
- 新宿天鵝2（日语：新宿スワン）（2017年1月21日）：飾 白鳥龍彥[25]
- 武曲（2017年6月3日）：飾 矢田部研吾[26]
- 亚人（2017年9月30日）：飾 佐藤
- 最後的食譜：麒麟之舌（日语：ラストレシピ〜麒麟の舌の記憶〜）（2017年11月3日）：飾 柳澤健
- 龐克武士（日语：パンク侍、斬られて候）（2018年6月30日）：飾 掛十之進[27]
- 樂園（2019年10月18日）：飾 中村豪士[28]
- 閉鎖病棟（2019年11月1日）：飾 チュウ[29]
- 影裏（2020年2月14日）：飾 今野秋一[30]
- 破陣子（2020年）：飾 平安[31]
- 死亡醫生的遺產（2020年11月13日）：飾 犬養隼人[32]
- 家族極道物語（2021年1月29日）：飾 山本賢治[33]
- 異變者（2021年4月2日）：飾 名越進[34]
- 走到盡頭 (非常警探;日片名:最後まで行く)（2023年5月19日;(2024年2月Netflix 上全球同步發行)：飾 矢崎貴之[35]
- 花腐（2023年11月10日）：飾 栩谷修一[36]
- 去唱卡拉OK吧！（2024年1月12日）：飾 成田狂兒[37]
- LAST MILE：全面引爆（2024年8月23日）：飾 伊吹藍
- 圓圈（2024年10月18日）：飾 橫山
- 本心（2024年11月8日）：飾 中尾
- 劇場版 Doctor-X FINAL（2024年12月6日）：飾 河野明彥
- 捏造〜被稱為殺人教師的男人（2025年6月27日）：飾 薮下誠一

### 舞台劇
- 戀情徒勞無功？ Loves Labours Lost （2004月15日～19日）：飾 豐臣秀吉
- Psychedelic Pain（2012年8月22日 - 9月24日）：飾 魁人[38]
- 太陽2068（2014年7月7日 - 8月3日，導演蜷川幸雄）：飾 奧寺鐵彥[39]

### PV
- 大黒摩季 「IT'S ALL RIGHT」（2010年5月19日）
- Q;indivi＋チバユウスケ 「ACACIA;」（2010年6月23日）
- MEG 「PARIS」（2010年8月25日）
- 秦基博 「メトロ・フィルム」（2010年9月8日）
- 桑田佳祐 「Yin Yang」（2013年3月13日）[40]
- MAN WITH A MISSION 「Dive」（2015年2月11日）[41]
- millennium parade（日语：THE MILLENNIUM PARADE） 「FAMILIA」（2021年1月21日）[42]

### 紀錄片
- RUN GO RUN ~裸にしたい男（2012年11月27日、28日，NHK BS Premium）[43]
- 情熱大陸 綾野剛（2013年7月7日，MBS）[44]

## 音樂作品
與山田孝之與內田朝陽組成樂團THE XXXXXX，擔任吉他手。樂團歌曲的詞、曲、編曲皆由三人共同完成。

### 單曲
- Seeds（2018年11月30日）[45]
- Zealot（2018年12月21日）[46]

### 專輯
- THE XXXXXX（2019年4月5日）[47]

### LIVE
- MUSIC EXISTENCE（2019年4月24日 - 4月25日）[47]

## 平面出版物

### 寫真集
- 月刊MEN　綾野剛（2012年5月25日）
- 綾野剛　2009▶2013▶（2013年1月25日）ISBN 978-4344023215
- 胎響　綾野剛写真集（2013年3月30日）ISBN 978-4847045288

### 作品集
- 牙を抜かれた男達が化粧をする時代（2021年8月30日）ISBN 978-4847083716

## 獎項

### 電視劇
2013年度
- 東京國際戲劇節最佳男配角獎（《最完美的離婚》）[48]

2014年度
- 第38回黃金飛翔獎（日语：エランドール賞）新人獎[49]
- 第22回橋田獎新人獎[50]

### 電影
2014年度
- 第37回日本電影金像獎新人獎（《橫道世之介》、《夏之殘戀》）[51]
- 第36回橫濱電影節最佳男主角獎（《陽光只在這裡燦爛（日语：そこのみにて光輝く）》）
- 第88回電影旬報獎最佳男主角獎（《白雪公主殺人事件》、《陽光只在這裡燦爛（日语：そこのみにて光輝く）》）[52]
- 第69回每日電影獎最佳男主角獎（《陽光只在這裡燦爛（日语：そこのみにて光輝く）》）
- 第24回日本電影影評人大獎最佳男主角獎（《陽光只在這裡燦爛（日语：そこのみにて光輝く）》）
- 第10回大阪電影節最佳男主角（《白雪公主殺人事件》、《陽光只在這裡燦爛（日语：そこのみにて光輝く）》）[53]
- 第29回高崎電影節（日语：高崎映画祭）最佳男主角（《陽光只在這裡燦爛（日语：そこのみにて光輝く）》）[54]

2015年度
- 第7回TAMA電影獎（日语：TAMA CINEMA FORUM）最佳男主角獎（《新宿天鵝》、《Piece of cake（日语：ピース オブ ケイク）》、《天空之蜂》、《極道爆音龐克奧義（日语：ソレダケ / that’s it）》、《S-終極警官》）[55]

2016年度
- 第40回日本電影金像獎優秀主演男優賞（《極惡刑事（日语：日本で一番悪い奴ら）》）
- 第41屆報知電影獎最佳男配角（《被遺忘的新娘》、《64：史上最凶惡綁架撕票事件》、《怒》）
- 第26回東京體育電影獎（日语：東京スポーツ映画大賞）最佳男配角（《怒》）[56]
- 第15屆紐約亞洲電影節Rising Star獎（《極惡刑事（日语：日本で一番悪い奴ら）》）[57]

2017年度
- 第6回Japan Action Award（日语：ジャパンアクションアワード） 最佳動作男演員優秀賞（『武曲 MUKOKU』『新宿天鵝II』『亜人』）

2019年度
- 第43回日本電影金像獎優秀助演男優賞（《閉鎖病棟》）

2024年度
- 第34回日本電影影評人大獎最佳男配角獎（《圓圈》）

## 外部連結
- 官方網站 （页面存档备份，存于）（日語）
- 綾野剛的Instagram帳戶